# Evangelisch-Lutherische Kirche Mailand
Die Evangelische Kirche in Mailand (italienisch: Chiesa Cristiana Protestante in Milano) ist die Gemeindekirche der lutherischen und schweizerisch-reformierten Christinnen und Christen in Mailand, gelegen in der Via Marco De Marchi 9. Sie gehört der Evangelisch-Lutherischen Kirche in Italien an und ist assoziiertes Mitglied der Evangelisch-reformierten Kirche der Schweiz.

## Geschichte
In Mailand, der Hauptstadt des von 1815 bis 1859/66 innerhalb des Kaisertums Österreich bestehenden Königreichs Lombardo-Venetien, hatte sich aufgrund des 1781 erlassenen Toleranzpatents Kaiser Josephs II. eine aus Lutheranern und Reformierten aus der Schweiz, Deutschland, Österreich und dem Elsass bestehende evangelische Glaubensgemeinschaft gebildet. Aber erst nach der Revolution 1848, die in den zur Habsburgermonarchie gehörenden Ländern die allgemeine Religionsfreiheit einführte, konnte, trotz der Bedenken des Generalgouverneurs, Fürst Radetzky, am 10. Oktober 1850 eine eigentliche Kirchengemeinde gegründet werden, deren erster Geistlicher aus Chur berufen wurde. Ein wesentlicher Anteil an der Gründung der Pfarrei kam dabei dem aus Frankfurt gebürtigen Mailänder Bankier Heinrich Mylius zu, dessen Villa in Menaggio am Comer See zu einer Begegnungsstätte für Gelehrte, Schriftsteller, Politiker und Wissenschaftler geworden war.
Das 1864 vollendete Kirchengebäude wurde in Anlehnung an die lombardische Backsteingotik des Mittelalters als kreuzrippengewölbte Saalkirche in einfachen gotischen Formen errichtet. Das Portaltympanon erhielt ein Relief mit der Kindersegnung Jesu nach dem Vorbild des Segnenden Christus von Bertel Thorvaldsen.
Bei einer modernen Umgestaltung 1968 erhielt der Kirchenraum eine Orgel aus der Werkstatt Tamburini. Die Kirche ist der Sitz der Mailänder Kantorei.